# Hodulcina

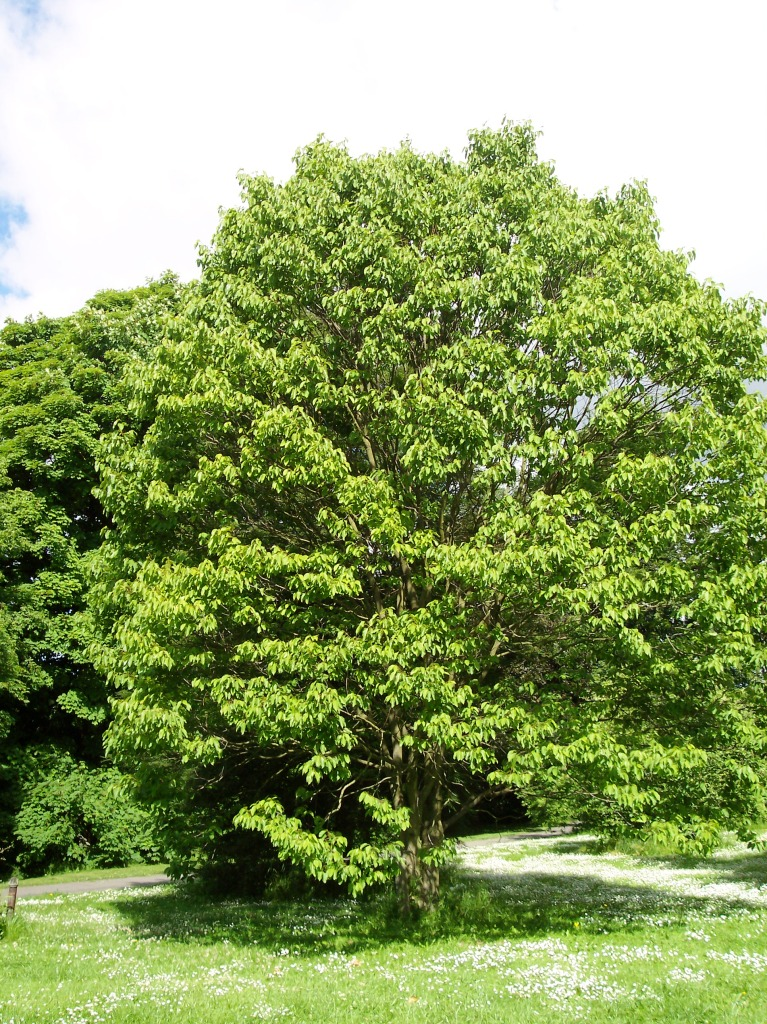
Árbol de pasas japonés.

La hodulcina (u hodulósido) es un glucósido (tipo dammarano triterpeno) que se aíslan de las hojas de Hovenia dulcis Thunb. (Rhamnaceae). 
Varios glucósidos homólogos se han encontrado en esta planta y aunque hodulósido 1 presenta la más alta actividad antidulzor, es menos potente que el ácido gimnémico.